# وینچستر (فیلم)
وینچستر (انگلیسی: Winchester) فیلمی در ژانر ترسناک به کاگردانی برادران اسپیریگ (پیتر و مایکل اسپیریگ) است که در سال ۲۰۱۸ منتشر شد.

## بازیگران
- هلن میرن
- جیسون کلارک
- سارا اسنوک
- آنگوس سمپسون
- لورا برنت
- تیلور کاپین